# ستيفانو ماير
ستيفانو ماير (بالألمانية: Stefano Maier)‏ هو لاعب كرة قدم ألماني في مركز قلب الدفاع، ولد في 4 ديسمبر 1992 في أوفنباخ أم ماين في ألمانيا. لعب مع كيكرز أوفنباخ.

## وصلات خارجية
- ستيفانو ماير على موقع قاعدة بيانات كرة القدم.إي يو (الإنجليزية)
- ستيفانو ماير على موقع بيانات كرة القدم. دي إي (الألمانية)
- ستيفانو ماير على موقع Soccerway.com (الإنجليزية)
- ستيفانو ماير على موقع عالم كرة القدم.نت (الإنجليزية)